# 国家证券市场委员会
国家证券市场委员会（西班牙語：Comisión Nacional del Mercado de Valores，縮寫CNMV）是西班牙政府負責該國證券市場的金融監管機構，成立於1988年，為經濟部下轄的獨立機構。

## 外部連結
- 國家證券市場委員會